# Zelfbeeld
Zelfbeeld is een (veelal subjectief) mentaal beeld, de verzameling van overtuigingen, gedachten en oordelen, die iemand over zichzelf heeft. Over het algemeen blijft het zelfbeeld stabiel: het is resistent tegen (grote) veranderingen. Het zelfbeeld wordt niet alleen gevormd door uiterlijke kenmerken (zoals lengte, gewicht, haarkleur, enz.) maar ook door ervaringen en gebeurtenissen die iemand meemaakt in het leven. 
Volgens de psychologie wordt het zelfbeeld gevormd door de schema's die iemand heeft. Schema's bevatten informatie over hoe we betekenis geven aan onszelf en de wereld om ons heen.  

## Negatief zelfbeeld
Bij een negatief of laag zelfbeeld heeft iemand vooral negatieve schema's over zichzelf. Dit kan het gevolg zijn van een opeenstapeling van negatieve ervaringen waar een persoon in zijn leven mee te maken heeft gekregen. Een voorbeeld van een negatieve ervaring is wanneer iemand te maken krijgt met pestgedrag. Vooral kinderen zijn hier kwetsbaar voor en kunnen zo een negatief zelfbeeld ontwikkelen. Door het stabiele karakter van het zelfbeeld kan het lastig zijn om vervolgens als volwassene van een negatief zelfbeeld af te komen. Het schoonheidsideaal binnen een cultuur kan ook van invloed zijn op iemands zelfbeeld.
Personen met een negatief of laag zelfbeeld kunnen kwetsbaarder zijn voor het ontwikkelen van persoonlijkheidsstoornissen.